# 一党独裁制時代 (セーシェル)

セーシェル共和国
Repiblik Sesel (セーシェル・クレオール語)
République des Seychelles (フランス語)
Republic of Seychelles (英語)

国の標語: Finis Coronat Opus（ラテン語）
最後に仕事は報われる国歌: En avant（フランス語）
前へ（1976年 - 1978年）

Fyer Seselwa
誇りのセーシェル（1978年 - 1991年）
セーシェル共和国の位置

一党独裁制時代（いっとうどくさいせいじだい）は、かつてセーシェルに存在した政体で、社会主義・東側諸国を標榜し他の東側諸国から支援を受けていた。

## 概要
1977年（クーデター）～1991年まで、この一党独裁制時代にアフリカ随一の高所得国として経済政策的に成功し、観光業中心の開放政策で高度の経済成長を誇った。与党は統一セーシェルで、直接選出された大統領と、元の複数の立法代表制度を特徴としていた。17歳から参政権が認められ、ルネはほとんどチェックされていない執行力を享受し、彼自身の内閣と彼自身の議会の議長を任命した。立法府自体は独立して統治することができず、代わりに行政によって提案された法案のみを制定し、彼の政府のあらゆる側面に対する批判は容認されなかった。
セーシェルを一大観光大国としたルネだが、一方で人権蹂躙が指摘されており、1979年、1984年、1989年と「勝利」し続け、大統領職を通じて反ルネや反体制派に対する国家暴力を通じて、このレベルの影響力と権力を維持した。また全国青少年サービスと呼ばれる学生組織が存在しており、所属している青少年らは、セーシェルに軍を駐屯させていたニエレレ政権下のタンザニア、ソビエト連邦に留学や軍事訓練を受けた。ルネはNYSをも利用し盤石な権力体制を維持していた。

## 政治
フランコ・セーシェル人の社会主義者や共産主義者によって議会と政治は支配されていた。

## 経済
社会支出を賄うために国際銀行の決済を促進し、オフショア金融センターを設立。時折のクーデターの試みにもかかわらず、彼の政権は社会主義と資本主義の間の利益のバランスのために安定していると考えられていた。
観光業がセーシェルの醍醐味という考えはマンチャム政権時代からあり、ルネも観光の拡大に焦点を当てた経済で国の成長を促進した。

## クーデター
1981年のセーシェルクーデター未遂といった政情不安が続いており、ルネ体制も盤石だったとは言えなかった。1981年、1982年、1986年、1987年と立て続けにクーデター未遂の発生が起こり、他国の駐屯軍とNYS、正規軍などはルネを助けるため徹底的に阻止した。